# Târșolț, Satu Mare
Târșolț este satul de reședință al comunei cu același nume din județul Satu Mare, Transilvania, România.

## Istoric
Târșolț apare pentru prima dată într-un document din 1430 cu numele Tartolc și în 1482 cu numele Tharsolcz. De-a lungul istoriei satul a fost proprietatea mai multor familii nobiliare maghiare pintre care familia Károlyi, Barkóczy, Teleki, Kornis, Wesselényi și Perényi.